# The Edge of Night
The Edge of Night foi uma série exibida pela CBS Radio entre 18 de Outubro de 1943 e 30 de Dezembro de 1955.
A série era baseada nas histórias do advogado fictício Perry Mason criado por Erle Stanley Gardner em 1933.A série teve ao todo 3.000 episódios em 12 temporadas, cada um durando cerca de 15 minutos.

## Elenco
O elenco de intérpretes mudou por várias vezes, isso porém não afetou a audiência e nem a popularidade da série diante do público.

### Perry Mason
Detetive fictício, que defendia clientes enrolados, de acusações de assassinato, foi interpretado por 4 diferentes dubladores sendo eles:
1. Bartlett Robinson
2. Santos Ortega
3. Donald Briggs
4. John Larkin

### Della Street
Secretária de Mason, atendia seus telefonemas, ajudava-o em suas defesas, e ainda controlava seus clientes mais estressados. Foi interpretada por 3 dubladoras sendo elas:
1. Gertrudes Warner
2. Jan Miner
3. Joan Alexander

### Paul Drake
Chefe da Agência de Investigações Drake, auxiliava Mason enviando-lhe seus melhores detetives para investigações auxiiares.Foi interpretado por dois locutores diferentes.
1. Matt Crowley
2. Charles Webster

### Tenente Tragg
Tenente de polícia que prendeu diversos clientes de Perry Mason, em algumas ocasiões chegou a prender o próprio Mason ou até mesmo a ser preso. Foi interpretado por dois locutores diferentes.
1. Frank Dane
2. Mandel Kramer

## O fim da série
A série de grande sucesso acabou em 30 de Dezembro de 1955, e dois anos depois, estreava na TV a série Perry Mason exibida pela CBS
Após o seu fim no rádio, The Edge of Night ganhou uma versão televisiva, exibida pela CBS entre 1956 e 1975 e pela ABC entre 1974 e 1983, totalizando 7.420 episódios na TV.